# 테니스 보루시아 베를린
테니스 보루시아 베를린(Tennis Borussia Berlin)은 독일 베를린의 축구 클럽으로, 현재 레기오날리가 노르트오스트에서 활동하고 있다. 1975년 한국을 방문하여 3차례 대한민국 축구 국가대표팀과 평가전을 치르기도 하였다.

## 성적
- 레기오날리가 베를린 지역 리그: 우승 2회 (1965, 1974)
- 2 분데스리가 북부 리그: 우승 1회 (1976)
- 아마토이르 오베르리가 베를린 지역 리그: 우승 3회 (1982, 1985, 1991)
- 레기오날리가 북동부 지역 리그: 우승 2회 (1996, 1998)
- NOFV 오베르리가 북부 리그: 우승 2회 (1993, 2009)
- 브란덴부르크 지역 축구 선수권 대회: 우승 1회 (1932)
- 독일 아마추어 축구 선수권 대회: 우승 1회 (1998)
- 베를린 란데스포칼: 우승 16회 (1931, 1949, 1951, 1964, 1965, 1973, 1985, 1993, 1995, 1996, 1998, 2000, 2002, 2005, 2006, 2008)

## 선수 명단

### 현역
참고: FIFA 자격 규정에 따라 소속된 국가대표팀 국기를 표시합니다. 선수는 복수의 FIFA 비회원국 국적을 가지고 있을 수 있습니다.
| 번호 | 포지션 | 국적       | 이름            |
| ---- | ------ | ---------- | --------------- |
| 3    | DF     | 팔레스타인 | 유세프 사크란   |
| 10   | MF     | 튀르키예   | 타신 차크막     |
| 15   | FW     | 포르투갈   | 루벤 트라바소스 |

| 번호 | 포지션 | 국적                  | 이름              |
| ---- | ------ | --------------------- | ----------------- |
| 18   | DF     | 보스니아 헤르체고비나 | 오마르 파샤기치   |
| 19   | DF     | 세르비아              | 네마냐 사마르지치 |

## 역대 감독
| 감독            | 임기        |
| --------------- | ----------- |
| 제프 헤르베르거 | 1930 ~ 1932 |
| 베른트 파츠케   | 1993        |